# Associazione Calcio Torino 1971-1972
Questa voce raccoglie le informazioni riguardanti l'Associazione Calcio Torino nelle competizioni ufficiali della stagione 1971-1972.

## Società
- Presidente:
  - Orfeo Pianelli
- Segretario:
  - Giuseppe Bonetto
- Medico sociale:
  - Cesare Cattaneo

- Massaggiatore:
  - Bruno Colla
- Allenatore:
  - Gustavo Giagnoni

## Divise
| Casa | Trasferta |

## Rosa
| N. |                   | Ruolo | Calciatore             |
| -- | ----------------- | ----- | ---------------------- |
|    | Italia (bandiera) | P     | Luciano Castellini     |
|    | Italia (bandiera) | P     | Franco Sattolo         |
|    | Italia (bandiera) | D     | Mario Barbaresi        |
|    | Italia (bandiera) | D     | Angelo Cereser         |
|    | Italia (bandiera) | D     | Arnaldo Crema          |
|    | Italia (bandiera) | D     | Gianfranco Della Donna |
|    | Italia (bandiera) | D     | Natalino Fossati       |
|    | Italia (bandiera) | D     | Marino Lombardo        |
|    | Italia (bandiera) | D     | Roberto Mozzini        |
|    | Italia (bandiera) | D     | Giorgio Puia           |
|    | Italia (bandiera) | D     | Luciano Zecchini       |
|    | Italia (bandiera) | C     | Aldo Agroppi           |

| N. |                   | Ruolo | Calciatore                 |
| -- | ----------------- | ----- | -------------------------- |
|    | Italia (bandiera) | C     | Sandro Crivelli            |
|    | Italia (bandiera) | C     | Giorgio Ferrini (capitano) |
|    | Italia (bandiera) | C     | Roberto Ninni              |
|    | Italia (bandiera) | C     | Rosario Rampanti           |
|    | Italia (bandiera) | C     | Claudio Sala               |
|    | Italia (bandiera) | C     | Sergio Taddei              |
|    | Italia (bandiera) | A     | Gianni Bui                 |
|    | Italia (bandiera) | A     | Livio Luppi                |
|    | Italia (bandiera) | A     | Paolino Pulici             |
|    | Italia (bandiera) | A     | Ferdinando Rossi           |
|    | Italia (bandiera) | A     | Giovanni Toschi            |

## Calciomercato

### Sessione estiva
| Acquisti | Acquisti        | Acquisti   | Acquisti      |
| R.       | Nome            | da         | Modalità      |
| -------- | --------------- | ---------- | ------------- |
| D        | Mario Barbaresi | Solbiatese | definitivo    |
| A        | Giovanni Quadri | Monza      | fine prestito |
| A        | Giovanni Toschi | Mantova    | definitivo    |

| Cessioni | Cessioni          | Cessioni      | Cessioni   |
| R.       | Nome              | a             | Modalità   |
| -------- | ----------------- | ------------- | ---------- |
| P        | Giuliano Manfredi | Albese        | definitivo |
| D        | Claudio Onofri    | Pro Vercelli  | definitivo |
| D        | Fabrizio Poletti  | Cagliari      | definitivo |
| C        | Sergio Maddè      | Mantova       | prestito   |
| C        | Renato Zaccarelli | Novara        | prestito   |
| A        | Stanislao Bozzi   | Sangiovannese | definitivo |
| A        | Carlo Petrini     | Varese        | definitivo |
| A        | Giovanni Quadri   | Catania       | definitivo |

## Risultati

### Serie A

#### Girone di andata
| Arbitro: | Francescon (Padova) |

|                  |           |                     |
| Maddè 90’ (rig.) | Marcatori | 51’ Toschi 53’ Sala |

| Arbitro: | Panzino (Catanzaro) |

|                 |           |             |
| Pulici 43’, 61’ | Marcatori | 27’ Ciccolo |

| Arbitro: | Bernardis (Milano) |

|                                 |           |                    |
| Petrini 80’ Crivelli 82’ (rig.) | Marcatori | 35’ Sala 48’ Luppi |

| Arbitro: | Gussoni (Tradate) |

|           |           |  |
| Rossi 86’ | Marcatori |  |

| Arbitro: | Giunti (Arezzo) |

|                            |           |  |
| Bertini 74’ Boninsegna 76’ | Marcatori |  |

| Arbitro: | Francescon (Padova) |

|                      |           |  |
| Agroppi 45’ Sala 90’ | Marcatori |  |

| Arbitro: | Pieroni (Roma) |

|              |           |             |
| Chiarugi 44’ | Marcatori | 34’ Fossati |

| Arbitro: | Angonese (Mestre) |

|                          |           |             |
| Anastasi 32’ Capello 63’ | Marcatori | 35’ Ferrini |

| Arbitro: | Branzoni (Pavia) |

|             |           |  |
| Agroppi 22’ | Marcatori |  |

| Arbitro: | Francescon (Padova) |

|                |           |             |
| Montefusco 20’ | Marcatori | 24’ Ferrini |

| Bergamo 26 dicembre 1971, ore 14:30 UTC+1 11ª giornata | Atalanta        | 0 – 0 | Torino | Stadio Comunale (18.499 spett.)\| Arbitro: \| Serafino (Roma) \| |
| Arbitro:                                               | Serafino (Roma) |       |        |                                                                  |

| Torino 2 gennaio 1972, ore 14:30 UTC+1 12ª giornata | Torino               | 0 – 0 | Milan | Stadio Comunale (33.128 spett.)\| Arbitro: \| Barbaresco (Cormons) \| |
| Arbitro:                                            | Barbaresco (Cormons) |       |       |                                                                       |

| Arbitro: | Lazzaroni (Milano) |

|              |           |                       |
| Bui 30’, 34’ | Marcatori | 13’ Reif 88’ Mascetti |

| Arbitro: | Torelli (Milano) |

|                              |           |                |
| Zigoni 52’, 70’ Scaratti 90’ | Marcatori | 80’ (rig.) Bui |

| Arbitro: | Gussoni (Tradate) |

|             |           |  |
| Agroppi 83’ | Marcatori |  |

#### Girone di ritorno
| Arbitro: | Casarin (Milano) |

|          |           |  |
| Sala 21’ | Marcatori |  |

| Vicenza 6 febbraio 1972, ore 15:00 UTC+1 17ª giornata | Lanerossi Vicenza | 0 – 0 | Torino | Stadio Romeo Menti (11.287 spett.)\| Arbitro: \| Branzoni (Pavia) \| |
| Arbitro:                                              | Branzoni (Pavia)  |       |        |                                                                      |

| Arbitro: | Giunti (Arezzo) |

|                            |           |  |
| Bonatti 9’ (aut.) Sala 44’ | Marcatori |  |

| Arbitro: | Francescon (Padova) |

|                 |           |                    |
| Riva 65’ (rig.) | Marcatori | 16’ Bui 61’ Pulici |

| Arbitro: | Toselli (Cormons) |

|                               |           |                |
| Pulici 37’ Mazzola 84’ (aut.) | Marcatori | 60’ Boninsegna |

| Arbitro: | Barbaresco (Cormons) |

|                       |           |           |
| Cristin 18’ Salvi 21’ | Marcatori | 6’ Pulici |

| Arbitro: | Monti (Ancona) |

|              |           |                    |
| Bui 33’, 78’ | Marcatori | 91’ (rig.) Clerici |

| Arbitro: | Angonese (Mestre) |

|                      |           |              |
| Sala 30’ Agroppi 64’ | Marcatori | 20’ Anastasi |

| Arbitro: | Bernardis (Milano) |

|          |           |                                     |
| Gori 47’ | Marcatori | 11’ Sala 25’ (aut.) Banelli 56’ Bui |

| Arbitro: | Serafino (Roma) |

|            |           |  |
| Toschi 90’ | Marcatori |  |

| Arbitro: | Angonese (Mestre) |

|              |           |  |
| Rampanti 52’ | Marcatori |  |

| Arbitro: | Toselli (Cormons) |

|                    |           |  |
| Benetti 46’ (rig.) | Marcatori |  |

| Verona 7 maggio 1972, ore 16:00 UTC+2 28ª giornata | Verona          | 0 – 0 | Torino | Stadio Marcantonio Bentegodi\| Arbitro: \| Giunti (Arezzo) \| |
| Arbitro:                                           | Giunti (Arezzo) |       |        |                                                               |

| Arbitro: | Bernardis (Milano) |

|                      |           |  |
| Rampanti 13’ Bui 28’ | Marcatori |  |

| Arbitro: | Angonese (Mestre) |

|                               |           |                          |
| Fedele 32’ Savoldi 58’ (rig.) | Marcatori | 50’, 81’ Agroppi 77’ Bui |

### Coppa Italia

#### Girone Semifinale
| Torino 5 giugno 1972, ore 21:00 UTC+2 1ª giornata | Torino          | 0 – 0 | Milan | Stadio Comunale (30.000 spett.)\| Arbitro: \| Menegali (Roma) \| |
| Arbitro:                                          | Menegali (Roma) |       |       |                                                                  |

| Arbitro: | Torelli (Milano) |

|                         |           |             |
| Furino 18’ Anastasi 88’ | Marcatori | 66’ Ferrini |

| Arbitro: | Lattanzi (Roma) |

|                                      |           |  |
| Mazzola 40’ Corso 44’ Boninsegna 82’ | Marcatori |  |

| Arbitro: | Pieroni (Roma) |

|                    |           |          |
| Benetti 68’ (rig.) | Marcatori | 24’ Puia |

| Arbitro: | Francescon (Padova) |

|                    |           |             |
| Bui 82’ Toschi 88’ | Marcatori | 84’ Capello |

| Arbitro: | Monti (Ancona) |

|                   |           |  |
| Toschi 52’ (rig.) | Marcatori |  |

### Coppa delle Coppe
| Arbitro: | Mackenzie |

|  |           |             |
|  | Marcatori | 8’ Rampanti |

| Arbitro: | Vamvakopoulos |

|                                |           |  |
| Toschi 46’, 74’, 83’ Luppi 80’ | Marcatori |  |

| Arbitro: | Weyland |

|             |           |  |
| Agroppi 81’ | Marcatori |  |

| Vienna 3 novembre 1971, ore 18:45 UTC+1 Ottavi di finale - ritorno | Austria Vienna | 0 – 0 | Torino | Stadio Prater (11.497 spett.)\| Arbitro: \| Helies \| |
| Arbitro:                                                           | Helies         |       |        |                                                       |

| Arbitro: | Kamber |

|            |           |              |
| Pulici 71’ | Marcatori | 12’ Johnston |

| Arbitro: | Marques Lobo |

|               |           |  |
| MacDonald 46’ | Marcatori |  |

### Coppa di Lega Italo-Inglese
| Arbitro: | Partridge |

|  |           |             |
|  | Marcatori | 59’ Chivers |

| Arbitro: | Angonese |

|                         |           |  |
| Chivers 15’ Gilzean 81’ | Marcatori |  |

## Statistiche

### Statistiche di squadra
| Competizione                | Punti | In casa | In casa | In casa | In casa | In casa | In casa | In trasferta | In trasferta | In trasferta | In trasferta | In trasferta | In trasferta | Totale | Totale | Totale | Totale | Totale | Totale | DR  |
| Competizione                | Punti | G       | V       | N       | P       | Gf      | Gs      | G            | V            | N            | P            | Gf           | Gs           | G      | V      | N      | P      | Gf     | Gs     | DR  |
| --------------------------- | ----- | ------- | ------- | ------- | ------- | ------- | ------- | ------------ | ------------ | ------------ | ------------ | ------------ | ------------ | ------ | ------ | ------ | ------ | ------ | ------ | --- |
| Serie A                     | 42    | 15      | 13      | 2       | 0       | 25      | 8       | 15           | 4            | 6            | 5            | 14           | 17           | 30     | 17     | 8      | 5      | 39     | 25     | +14 |
| Coppa Italia                | -     | 3       | 2       | 1       | 0       | 3       | 1       | 3            | 0            | 1            | 2            | 2            | 6            | 6      | 2      | 2      | 2      | 5      | 7      | -2  |
| Coppa delle Coppe           | -     | 3       | 2       | 1       | 0       | 6       | 1       | 3            | 1            | 1            | 1            | 1            | 1            | 6      | 3      | 2      | 1      | 7      | 2      | +5  |
| Coppa di Lega Italo-Inglese | -     | 1       | 0       | 0       | 1       | 0       | 1       | 1            | 0            | 0            | 1            | 0            | 2            | 2      | 0      | 0      | 2      | 0      | 3      | -3  |
| Totale                      | -     | 22      | 17      | 4       | 1       | 34      | 11      | 22           | 5            | 8            | 9            | 17           | 26           | 44     | 22     | 12     | 10     | 51     | 37     | +14 |

### Statistiche dei giocatori
| Giocatore      | Serie A  | Serie A | Coppa Italia | Coppa Italia | Coppa delle Coppe | Coppa delle Coppe | Coppa di Lega Italo-Inglese | Coppa di Lega Italo-Inglese | Totale   | Totale |
| Giocatore      | Presenze | Reti    | Presenze     | Reti         | Presenze          | Reti              | Presenze                    | Reti                        | Presenze | Reti   |
| -------------- | -------- | ------- | ------------ | ------------ | ----------------- | ----------------- | --------------------------- | --------------------------- | -------- | ------ |
| A. Agroppi     | 29       | 6       | 3            | 0            | 5                 | 1                 | 2                           | 0                           | 39       | 7      |
| M. Barbaresi   | 0        | 0       | 3            | 0            | 1                 | 0                 | 0                           | 0                           | 4        | 0      |
| G. Bui         | 18       | 9       | 4            | 1            | 3                 | 0                 | 2                           | 0                           | 27       | 10     |
| L. Castellini  | 24       | -20     | 3            | -5           | 6                 | -2                | 2                           | -3                          | 35       | -30    |
| A. Cereser     | 29       | 0       | 0            | 0            | 6                 | 0                 | 2                           | 0                           | 37       | 0      |
| A. Crema       | 0        | 0       | 2            | 0            | 0                 | 0                 | 0                           | 0                           | 2        | 0      |
| S. Crivelli    | 16       | 0       | 5            | 0            | 3                 | 0                 | 1                           | 0                           | 25       | 0      |
| G. Della Donna | 0        | 0       | 1            | 0            | 0                 | 0                 | 0                           | 0                           | 1        | 0      |
| G. Ferrini     | 23       | 2       | 5            | 1            | 6                 | 0                 | 2                           | 0                           | 36       | 3      |
| N. Fossati     | 30       | 1       | 6            | 0            | 6                 | 0                 | 2                           | 0                           | 44       | 1      |
| M. Lombardo    | 13       | 0       | 3            | 0            | 3                 | 0                 | 1                           | 0                           | 20       | 0      |
| L. Luppi       | 17       | 1       | 6            | 0            | 5                 | 1                 | 1                           | 0                           | 29       | 2      |
| R. Mozzini     | 15       | 0       | 4            | 0            | 3                 | 0                 | 1                           | 0                           | 23       | 0      |
| R. Ninni       | 0        | 0       | 3            | 0            | 0                 | 0                 | 0                           | 0                           | 3        | 0      |
| G. Puia        | 5        | 0       | 5            | 1            | 1                 | 0                 | 0                           | 0                           | 11       | 1      |
| P. Pulici      | 26       | 5       | 1            | 0            | 5                 | 1                 | 2                           | 0                           | 34       | 6      |
| R. Rampanti    | 29       | 2       | 2            | 0            | 6                 | 1                 | 1                           | 0                           | 38       | 3      |
| F. Rossi       | 2        | 1       | 1            | 0            | 3                 | 0                 | 0                           | 0                           | 6        | 1      |
| C. Sala        | 30       | 7       | 5            | 0            | 5                 | 0                 | 2                           | 0                           | 42       | 7      |
| F. Sattolo     | 7        | -5      | 3            | -2           | 0                 | -0                | 1                           | -0                          | 11       | -7     |
| S. Taddei      | 0        | 0       | 1            | 0            | 0                 | 0                 | 0                           | 0                           | 1        | 0      |
| G. Toschi      | 13       | 2       | 6            | 2            | 5                 | 3                 | 2                           | 0                           | 26       | 7      |
| L. Zecchini    | 29       | 0       | 3            | 0            | 5                 | 0                 | 2                           | 0                           | 39       | 0      |

## Giovanili

### Piazzamenti
- Primavera:
  - Campionato:
  - Torneo di Viareggio: Quarti di finale
- Allievi Nazionali:
  - Campionato: Vincitore